# Stenogonum
Stenogonum – rodzaj roślin z rodziny rdestowatych (Polygonaceae). Obejmuje dwa gatunki. Występują one na środkowym zachodzie Stanów Zjednoczonych w stanach: Arizona, Kolorado, Nowy Meksyk, Utah i Wyoming.

## Morfologia
PokrójRośliny jednoroczne z cienkim korzeniem palowym, o pędach pełnych, prosto wzniesionych (S. flexum) lub podnoszących się (S. salsuginosum), z rzadka ogruczolonych (S. flexum) lub nagich (S. salsuginosum).
LiścieTylko odziomkowe (S. flexum) lub odziomkowe i łodygowe (S. salsuginosum), skrętoległe, ogonkowe, całobrzegie, wąskolancetowate do zaokrąglonych.
KwiatyZebrane w szczytowe wierzchotki rozgałęziające się dichotomicznie. Szypułki cienkie i nitkowate, proste lub wygięte. Lancetowate podsadki w dwóch okółkach po trzy tworzą okrywę. W niej rozwija się 9–15 kwiatów. Listki okwiatu żółte i czerwonawożółte, szerokodzwonkowate do rozpostartych w czasie kwitnienia, stulone przed i po nim. Pręcików 9, o nitkach nagich, w dole zrośniętych, pylniki jajowate, żółte.
OwoceTrójboczne, ale nie oskrzydlone, nagie i jasnobrązowe niełupki zamknięte w okwiecie.

## Systematyka
Pozycja systematyczna
Rodzaj z podrodziny Eriogonoideae z rodziny rdestowatych (Polygonaceae).
Wykaz gatunków
- Stenogonum flexum (M.E.Jones) Reveal & J.T.Howell
- Stenogonum salsuginosum Nutt.